# Napoléon-Joseph Perché

Napoléon-Joseph Perché, né le 10 janvier 1805 à Angers en Maine-et-Loire et mort le 27 décembre 1883 à La Nouvelle-Orléans en Louisiane, est un évêque français qui fut archevêque de La Nouvelle-Orléans de 1870 à sa mort en 1883.

## Biographie
Napoléon-Joseph Perché est ordonné prêtre à Beaupréau le 19 septembre 1829 et sert dans son diocèse d'origine jusqu'en 1837, date à laquelle il est appelé aux États-Unis. Il est au service du diocèse de Bardstown (en) jusqu'en 1842, lorsqu'il s'installe à La Nouvelle-Orléans pour devenir chapelain des Ursulines. Il y fonde le journal francophone, Le Propagateur catholique, premier journal diocésain.
En 1870, le Saint-Siège le nomme archevêque coadjuteur de La Nouvelle-Orléans, avec le siège titulaire d'Abdera. Il est sacré le 1er mai suivant par Mgr Rosecrans. Il succède seulement vingt-quatre heures plus tard à Mgr Jean-Marie Odin C.M.
Mgr Perché doit affronter la période difficile de l'après-guerre de Sécession, mais il parvient à augmenter le nombre de paroisses et à faire construire de nouvelles écoles. Il fonde quatre nouvelles paroisses dans la ville et vingt-trois dans les environs. C'est un avocat convaincu de l'enseignement catholique, considérant les écoles publiques comme sans-Dieu et de moindre niveau. Les écoles catholiques sont particulièrement appréciées dans les zones rurales où elles sont jugées comme plus stables, plus solides d'un point de vue financier et mieux fréquentées. En 1888, les écoles catholiques accueillaient plus de 11 000 élèves.
Afin d'accompagner cette expansion, Mgr Perché fait venir de France des congrégations enseignantes, comme par exemple les frères des écoles chrétiennes, et autorise la fondation d'une congrégation locale, les sœurs de l'Immaculée Conception, à Labadieville par l'abbé Cyprien Venissat, d'origine française. Il favorise aussi l'implantation de trois monastères d'ordres contemplatifs cloîtrés dans l'archidiocèse.
Cependant l'archevêque multiplie les bonnes œuvres de charité et d'éducation ce qui finit par creuser le déficit au milieu des années 1870. Le Saint-Siège lui assigne donc un coadjuteur en la personne de Mgr François-Xavier Leray, évêque de Natchitoches, qui devient en plus administrateur apostolique. La dette de 590 925 dollars ne sera résorbée que dans les années 1920.
Mgr Perché meurt le 27 décembre 1883. Il est enterré sous le chœur de la cathédrale de La Nouvelle-Orléans.